# Isarzama
Isarzama ist eine Ortschaft im Departamento Cochabamba im südamerikanischen Anden-Staat Bolivien.

## Lage
Isarzama ist der fünftgrößte Ort des 2004 neu geschaffenen Municipios Entre Ríos in der Provinz Carrasco. Isarzama liegt auf einer Höhe von 218 m vier Kilometer östlich des Río Isarzama, der flussabwärts in den Río Ichilo mündet.

## Geographie
Isarzama liegt im bolivianischen Tiefland an den nordöstlichen Ausläufern der Cordillera Oriental. Das Klima ist ein tropisches Monsunklima mit einer ausgeprägten Regenzeit (Am-Klima nach der Köppen-Geiger-Klassifikation).
Die Region weist eine mittlere Jahrestemperatur von 26 °C auf (siehe Klimadiagramm Puerto Grether), die Monatsdurchschnittswerte liegen zwischen 23 °C im Juli und gut 28 °C von November bis Februar. Der durchschnittliche Jahresniederschlag beträgt 1700 mm, mit Monatswerten zwischen 200 und 300 mm von Dezember bis Februar und ausreichend Feuchtigkeit in allen Monaten.

## Verkehrsnetz
Isarzama liegt in einer Entfernung von 247 Straßenkilometern östlich von Cochabamba, der Hauptstadt des Departamentos.
Durch Isarzama verläuft die 1657 Kilometer lange Nationalstraße Ruta 4, die von Tambo Quemado an der chilenischen Grenze im Osten quer durch das Land bis Puerto Suárez an der brasilianischen Grenze führt. Von Cochabamba aus erreicht man Isarzama über Villa Tunari, Chimoré und Ivirgarzama, die Nationalstraße führt dann weiter nach Warnes und Santa Cruz.

## Bevölkerung
Die Einwohnerzahl der Ortschaft ist im vergangenen Jahrzehnt um mehr als ein Drittel angestiegen:
| Jahr | Einwohner         | Quelle       |
| ---- | ----------------- | ------------ |
| 1992 | keine Detaildaten | Volkszählung |
| 2001 | 842               | Volkszählung |
| 2012 | 1 036             | Volkszählung |
| 2024 |                   | Volkszählung |

Die Region weist einen überwiegenden Anteil an Quechua-Bevölkerung auf, im Municipio Entre Ríos sprechen 76,6 Prozent der Bevölkerung Quechua.